# PATE1
PATE1 (англ. Prostate and testis expressed 1) – білок, який кодується однойменним геном, розташованим у людей на 11-й хромосомі. Довжина поліпептидного ланцюга білка становить 126 амінокислот, а молекулярна маса — 14 271.
| 10         |  | 20         |  | 30         |  | 40         |  | 50         |
| ---------- |  | ---------- |  | ---------- |  | ---------- |  | ---------- |
| MDKSLLLELP |  | ILLCCFRALS |  | GSLSMRNDAV |  | NEIVAVKNNF |  | PVIEIVQCRM |
| CHLQFPGEKC |  | SRGRGICTAT |  | TEEACMVGRM |  | FKRDGNPWLT |  | FMGCLKNCAD |
| VKGIRWSVYL |  | VNFRCCRSHD |  | LCNEDL     |  |            |  |            |

A: Аланін

C: Цистеїн

D: Аспарагінова кислота

E: Глутамінова кислота

F: Фенілаланін

G: Гліцин

H: Гістидин

I: Ізолейцин

K: Лізин

L: Лейцин

M: Метіонін

N: Аспарагін

P: Пролін

Q: Глутамін

R: Аргінін

S: Серин

T: Треонін

V: Валін

W: Триптофан

Задіяний у такому біологічному процесі, як альтернативний сплайсинг. 
Секретований назовні.